# Markvartice (okres Třebíč)
Markvartice (dříve též Markvatice; německy Marguatitz, Markwartitz či Markwartsdorf (1939)) jsou obcí nacházející se v okrese Třebíč, v kraji Vysočina. Vesnice leží v údolí Markvartického potoka 8 kilometrů jihozápadně od města Třebíče. Nadmořská výška obce se pohybuje mezi 550 m n. m. (Markvartický potok) a 570 m n. m. Žije zde 291 obyvatel. První písemná zmínka o obci pochází z roku 1371. Obec se rozkládá na obou svazích údolí Markvartického potoka. Na východě je pak ohraničena obchvatem silnice I/23. Markvartice jsou členem Mikroregionu Podhůří Mařenky.
Sousedními obcemi sídla jsou Chlístov, Stařeč, Pokojovice, Čechočovice, Hvězdoňovice a Rokytnice nad Rokytnou.

## Dějiny

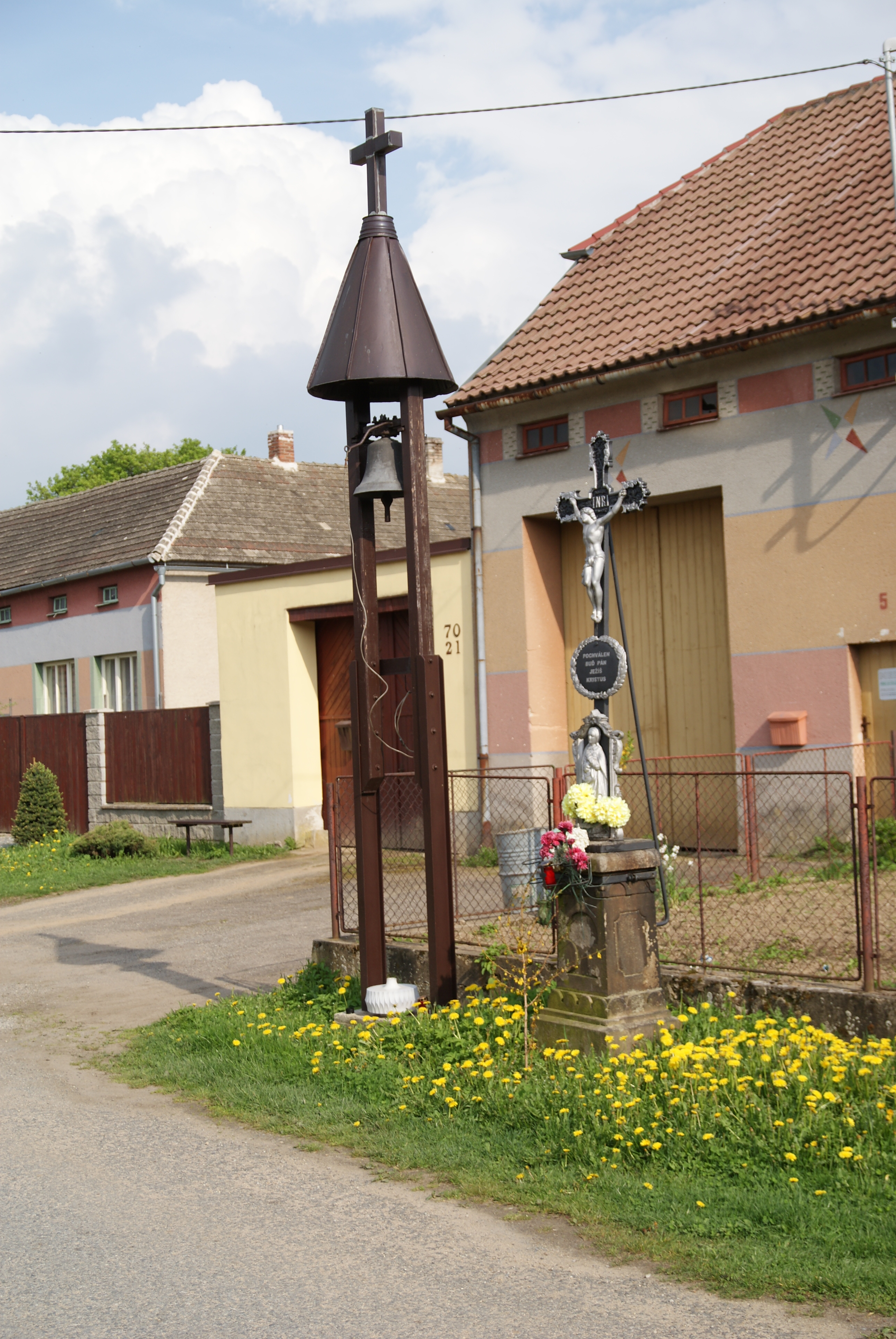
Zvonička na návsi

První písemná zmínka o obci pochází z roku 1371 a je spojená s prodejem vsi Jankem z Heraltic Bartošovi z Rokytenky. Právě pánům z Heraltic ves pravděpodobně původně náležela, podobně jako sousední Chlístov.
Po zakoupení Markvartic se Bartoš z Rokytenky začal psát jako Bartoš z Markvartic. Mimo Markvartice pak vlastnil ještě majetek v Chlístově, který mohl získat rovněž od pánů z Heraltic, nebo ho vlastnil již před koupí Markvartic. Část tohoto majetku Bartoš prodal roku 1390 jistému Přibíkovi z Pičína. Zbytek majetku v Chlístově a celá ves Markvartice se staly součástí Bartošovy pozůstalosti, jež po jeho smrti získala jeho manželka Anna. Ta k sobě pak přibrala ještě svého bratra Albrechta z Martinic.
Po Hynkovi z Valdštejna město zdědil Zdeněk II. Brtnický z Valdštejna, který se přidal ke stavovskému povstání a majetek mu byl zabaven a panství získal Hanibal ze Schaumburku, roku 1634 pak panství získal Jan Reinhard a v roce 1648 pak Rudolf Jindřich ze Schaumburku a následně jeho děti. Následně pak roku 1689 zakoupili Lukov Questenberkové, kteří byli majiteli jaroměřického panství a jejich příbuzným pak panství patřilo až do roku 1945.
Roku 1678 byli v Markvarticích zapsáni dva rolníci se třemi čtvrtinami lánu po 90 mírách, 6 pololáníků a dva čtvrtláníci. Roku 1756 byla rozloha lánu zmenšena na 55 měr. V Markvarticích pak proto bylo evidováno 11 celoláníků. K tomu zde žili ještě čtyři domkaři. Část markvartických polí byla takto v majetku tři rolníků ze sousedního Chlístova.
Roku 1794 čítala obec 203 obyvatel ve 30 domech. V 19. století pak byla vesnice spojena ještě stále s obcí Heraltice.
V roce 2017 byla schválena dotace kraje Vysočina pro udržení malých obchodů ve vesnici, Markvartice jsou jednou z podpořených obcí.
Do roku 1849 patřily Markvartice do brtnického panství, od roku 1850 patřily do okresu Jihlava, pak od roku 1855 do okresu Třebíč. Mezi lety 1850 a 1873 patřily Markvartice pod Heraltice a mezi lety 1980 a 1990 byla obec začleněna pod Rokytnici nad Rokytnou, následně se obec osamostatnila.

## Geografie a geologie
Markvartice dle historického rozdělení leží na území Moravy, administrativně jsou řazeny do kraje Vysočina a okresu Třebíč. Nejbližším městem s rozšířenou působností je bývalé okresní město Třebíč ležící 8 km severovýchodně od Markvartic. Přibližně stejně daleko se pak nacházejí města Jaroměřice nad Rokytnou a Brtnice, které jsou vzdálena 13 kilometrů od Markvartic a město Brtnice leží již v okrese Jihlava. V tentýž okrese se pak nacházejí ještě shodně, 22 kilometrů, vzdálená města Telč a Třešť. Samotné krajské město Jihlava je od vesnice vzdáleno 25 kilometrů severozápadně vzdušnou čarou. Sousedními obcemi je Rokytnice nad Rokytnou se svojí osadou Veverka a pak vesnice Chlístov, Pokojovice, Hvězdoňovice a Čechočovice.
| Mapa Markvartic z Druhého vojenského mapování | Mapa Markvartic z Třetího vojenského mapování |
| 1836–1852                                     | 1876–1878                                     |
| --------------------------------------------- | --------------------------------------------- |

Markvartice se z geologického hlediska nacházejí již mimo takzvaný Třebíčský trojúhelník, který je tvořen výhradně horninami žulovými. V širším okolí vesnice tudíž převládá vesměs podloží tvořené pararulami. V samotné blízkosti Markvartického potoka se pak přirozeně setkáváme s naplaveninami. Mezi Rokytnicí a Markvarticemi se pak nacházejí dvě větší plochy tvořené žulou. Nedaleká Zadní hora, která je patrně sopečného původu a na některých místech na ní můžeme nalézt také žulu, je pak zajímavá poměrně velkými ložisky grafitu.
Ze západu na východ přes území obce vede silnice I/23 ze Štěměch do Třebíče, tato silnice těsně přiléhá z jižní strany k zastavěnému území obce. Jižně pak ze zastavěného území obce vychází užitková silnice do Rokytnice nad Rokytnou a západně do Chlístova. Ze západu na jih vede přes území obce cyklostezka 5217. 
Většina území obce je využívána zemědělsky, jen severní okraj území obce kolem tratě Padělky je zalesněný, zalesněná je i oblast pod kopcem Markvartický vrch. Drobné lesy jsou i na jihovýchodním okraji území obce pod Zadní horou. Na západním okraji zastavěného území obce se nachází malý průmyslový areál.
Na západním okraji území se nachází rybník Témil, z něj pramení nepojmenovaná zdrojnice nepojmenovaného potoka, který pramení o něco jižněji, kde se těsně za hranicí obce nachází rybník Sejto. Tento potok tvoří velkou část západní hranice obce, teče severně z území obce a pak po pár stovkách metrech ústí do Stařečského potoka. Na západním okraji zastavěného území obce pramení nepojmenovaný potok, jeho další zdrojnice pak pramení na jižním okraji území obce a následně tvoří část východní hranice obce a posléze teče východně a po několika stovkách metrech ústí také do Stařečského potoka.
Severní část území obce je poměrně kopcovitá, nachází se cca v 550–600 metrech nad mořem, jižní část je kopcovitá méně a nachází se cca v 550 metrech nad mořem. Těsně za jihovýchodní hranicí obce se nachází Zadní hora (634 m), na severovýchodní hranici obce se nachází Markvartický vrch (607 m) a na severním okraji území obce se nachází nepojmenovaný kopec s kótou 580 metrů. 

Zastavěné území obce se nachází na východním okraji území obce, tvar území obce je ze severu k jihu podlouhlý, z východu k jihu velmi úzký. Na severozápadním okraji území obce se nachází chaty. Těsně za západní hranicí území obce u silnice II/23 se nachází osada Veverka.

## Demografie
Obec Markvartice měla roku 1869 celkem 375 obyvatel. Od té doby počet obyvatel až do poloviny 20. století dlouhodobě rostl. V roce 1950 byl zaznamenán již mírný pokles počtu obyvatel, avšak do roku 1970 se populace opět rozrůstala. Poté však opět přišel pokles až do roku 2001, kdy dosáhl počet obyvatel hodnoty 239. V současné době se markvartická populace rozrůstá. V roce 2006 byl patrný za pět let nárůst na počet 244 obyvatel, přibylo tedy 6 obyvatel. V dalším roce se místní populace rozrostla o dalšího jednoho obyvatele. V současné době jich zde žije ještě o pět obyvatel více, tedy 250.
Podle sčítaní lidu, domů a bytů z roku 2001 zde žilo již zmíněných 239 obyvatel, což tehdy byl nejnižší stav od sčítání roku 1921, z toho 123 žen a 116 mužů. Nejvíce obyvatel pak bylo ve věku 20–29 let a pak ve věku 50–59 let. Národnostní složení obyvatel vesnice bylo poměrně homogenní – 214 obyvatel se hlásilo k národnosti české, 21 k národnosti moravské a ostatní národnosti nebyly zastoupeny vůbec.
| Rok            | 1794 | 1850 | 1869 | 1880 | 1890 | 1900 | 1910 | 1921 | 1930 | 1950 | 1961 | 1970 | 1980 | 1991 | 2001 |
| Počet obyvatel | 203  | 150  | 165  | 191  | 203  | 204  | 230  | 271  | 262  | 244  | 262  | 281  | 264  | 237  | 239  |

Z 239 obyvatel bylo v roce 2001 127 věřících, z toho 123 se hlásilo k Římskokatolické církvi. U zbylých čtyř obyvatel nebyl druh vyznání zjištěn. V obci se nenachází farní kostel, ale pouze zvonička. Markvartice jsou přifařeny k blízké a větší Rokytnici na Rokytnou.

## Doprava

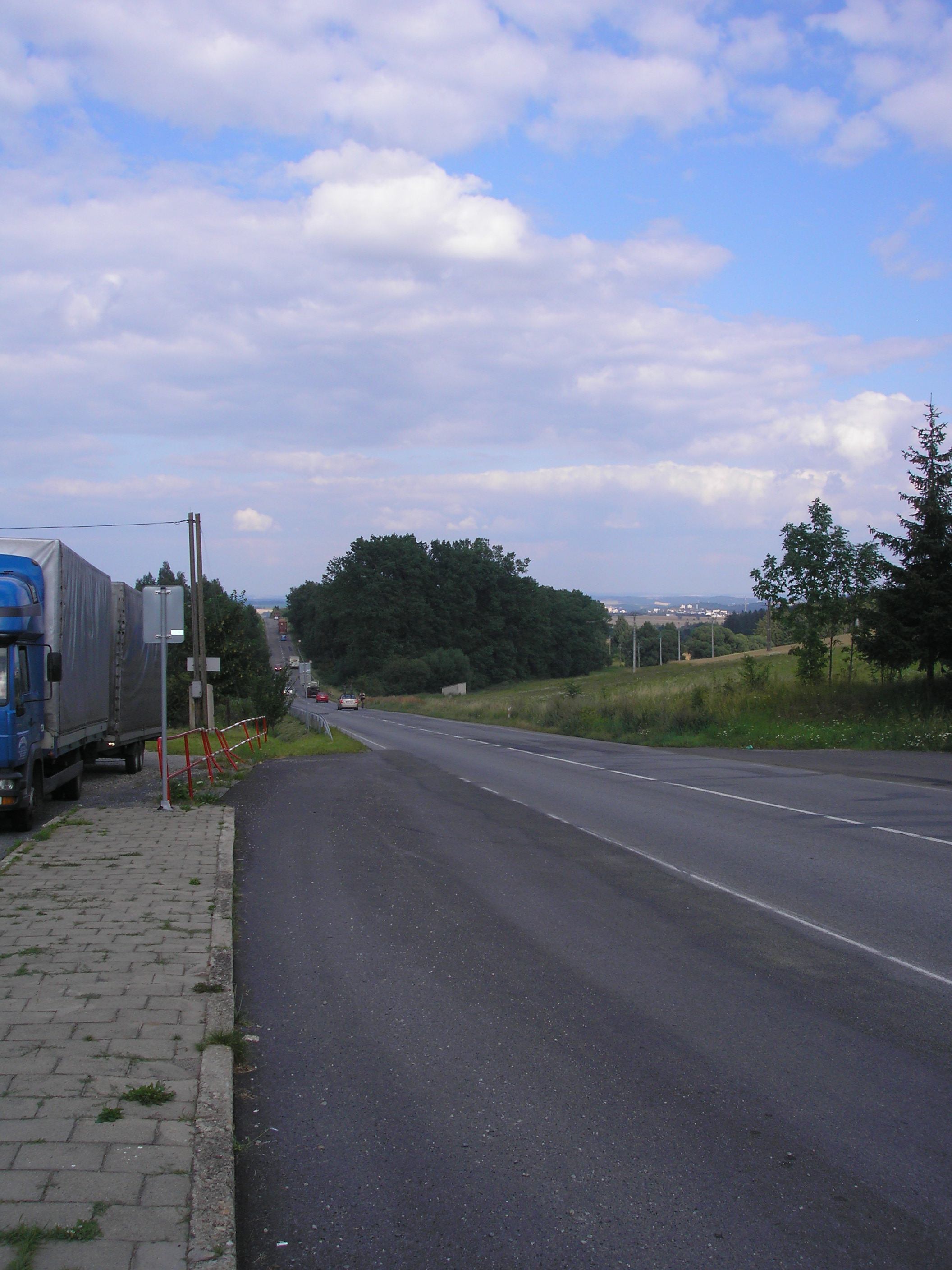
Silnice I/23 u Markvartic

Ve starověku vedla v blízkém okolí Markvartic významná obchodní stezka zvaná Haberská, která vedla přes Čáslavice, Kojetice, a poté pravděpodobně přes sousední Chlístov, Přibyslavice a Brtnici, kde se křížila se stezkou Lovětínskou, později zvanou i Třebíčská stezka, která vedla od starého Brna, přes Zastávku u Brna, Vladislav, Trnavu a končila v Lovětíně.
V současné době vede v těsné blízkosti po východním okraji významná a poměrně vytížená silnice I/23. U Markvartic se na ní projevuje poměrně výrazné klesání i stoupání v údolí Markvartického potoka. Na jihozápadní straně obce se hlavní silnice kříží s místní komunikací, která spojuje Markvartice s Rokytnicí nad Rokytnou. Markvartice jsou dále spojeny silnicí se sousedním Chlístovem a polní cestou se vzdálenějšími Čechočovicemi. Další polní cesta vede z vesnice na sever přes Markvartický vrch do Hvězdoňovic.
S Třebíčí jsou Markvartice spojeny především příměstskou autobusovou dopravou. Ta je provozována společností ICOM transport. Nedaleko ale vede trať 241 ze Znojma do Okříšek, na které se nachází nejbližší stanice Stařeč pod Zadní horou nedaleko Čechočovic. Druhou blízkou tratí je trať 240 z Brna do Jihlavy, na níž je nejbližší stanice v Krahulově.

## Hospodářství a politika

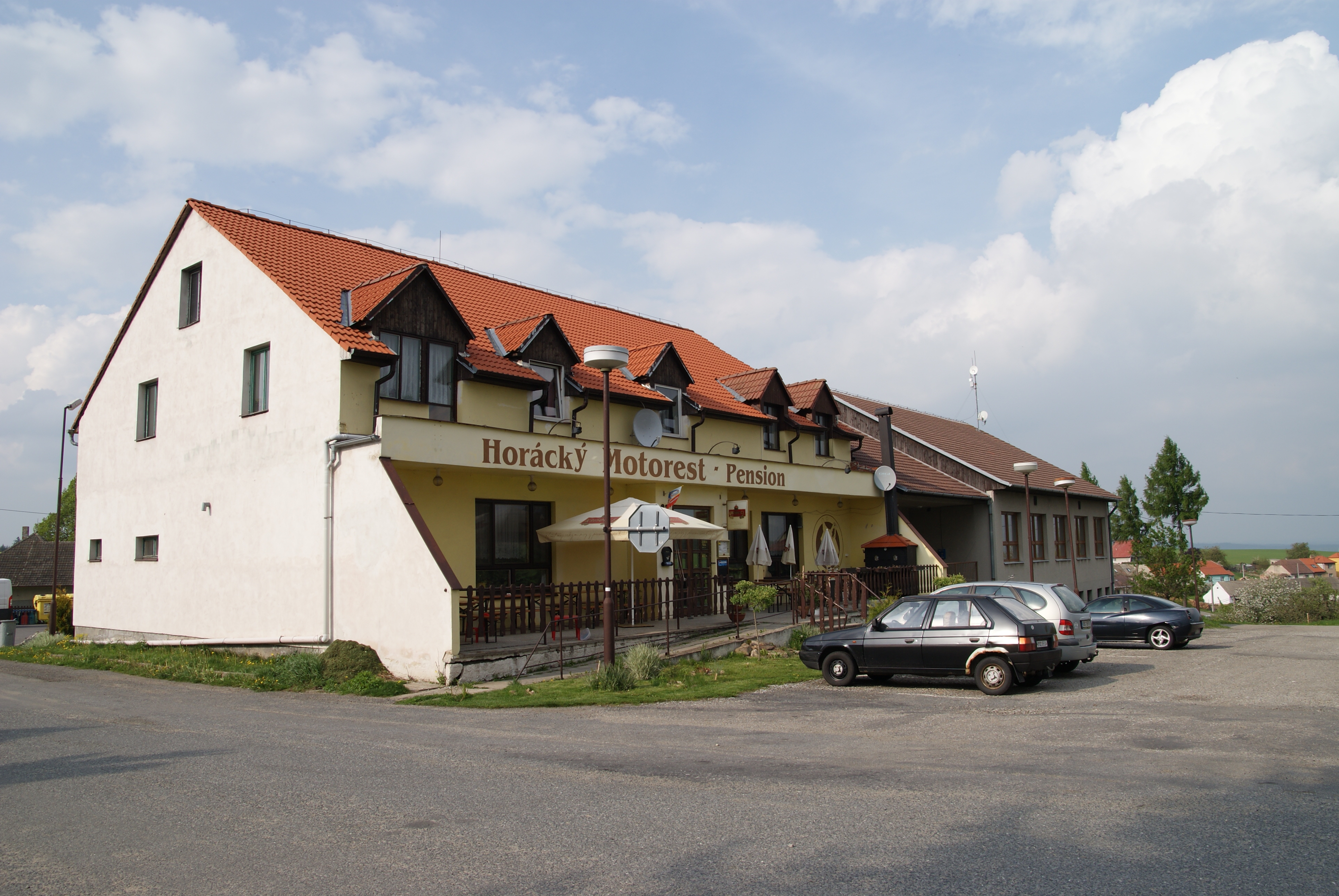
Horácký motorest a pension

V Markvarticích v současné době nabízí své služby obchod se smíšeným zbožím, který však má otevírací dobu vymezenou pouze na tři dny v týdnu. Mezi významnější podniky patří dále Horácký motorest a pension nacházející se v sousedství kulturního domu, obecního úřadu a smíšeného zboží. V jeho těsné blízkosti vede také silnice I/23 a před budovou motorestu se nachází parkoviště se zastávkou PAD.
Do kategorie větších podniků lze pak zařadit prakticky pouze místní zemědělské družstvo. Ve vesnici pak sídlí ještě několik drobnějších živnostníků.

### Politika

#### Volby do obecního zastupitelstva
V roce 1994 proběhly první volby do obecních zastupitelstev od vzniku samostatné České republiky. Do zastupitelstva obce tehdy kandidovaly dvě místní sdružení nezávislých kandidátů. Ve volbách zvítězilo s 53,41 procenty získaných hlasů první seskupení nezávislých kandidátů a získalo tak 4 mandáty. Druhé seskupení získalo 46,59 procent hlasů a obsadilo svými kandidáty zbylé 3 mandáty. Celková účast u voleb byla 87,31 %, hlasovalo tedy 172 voličů.
| Komunální volby 1994 | Volby do zastupitelstev obcí 1994 – přehled volebních okrsků v obci Markvartice podle vítěze. Volební účast: 87,31 %. Sdružení nezávislých kandidátů 1 – 53,41 %, 4 mandáty; Sdružení nezávislých kandidátů 2 – 46,59 %, 3 mandáty; |

Ve volbách do obecních zastupitelstev roku 1998 kandidovaly obě dvě seskupení z předchozích voleb a výsledek voleb byl také podobný. Změnou prošel však počet zastupitelů, který se od předešlých voleb zvýšil na 9. Vítězné seskupení z minulých voleb tentokrát místo volebního čísla 1 mělo volební číslo 2 a zvítězilo v přepočtu s 70,62 procenty hlasů a získalo tak 6 mandátů. Druhé kandidující seskupení získalo s 29,38 % hlasů zbylé 3 mandáty, tedy stejný absolutní počet jako předchozích volbách, vzhledem ke zvýšení počtu zastupitelů si ale pohoršilo.
Po komunálních volbách roku 2002 by výsledek poprvé opačný. Minulé vítězné seskupení tentokrát kandidovalo pod názvem SNK – SDH Markvartice a 47,71 procenty hlasů poprvé od roku 1993 v komunálních volbách v Markvarticích nezvítězilo a získalo 4 mandáty. Konkurenční uskupení SNK Markvartice zvítězilo s 52,29 procenty hlasů získalo tak zbylých pět mandátů. Volební účast byla poměrně nízká a to 67,82 % z celkových 202 obyvatel oprávněných jít k volbám.

#### Volby do Poslanecké sněmovny
|       | 2006                | 2010                | 2013                | 2017                | 2021                  |
| ----- | ------------------- | ------------------- | ------------------- | ------------------- | --------------------- |
| 1.    | ČSSD (48,09 %)      | ODS (22,13 %)       | ČSSD (19,84 %)      | ANO (27,14 %)       | SPOLU (32,94 %)       |
| 2.    | ODS (29,0 %)        | ČSSD (19,67 %)      | ANO 2011 (19,04 %)  | ODS (15,0 %)        | ANO (27,64 %)         |
| 3.    | KSČM (12,21 %)      | VV (14,75 %)        | TOP 09 (15,87 %)    | KSČM (10,0 %)       | Piráti+STAN (11,17 %) |
| účast | 66,84 % (131 z 196) | 62,56 % (122 z 195) | 62,69 % (126 z 201) | 68,78 % (141 z 205) | 80,66 % (171 z 212)   |

#### Volby do krajského zastupitelstva
|      | 1.                      | 2.                     | 3.                   | účast               |
| ---- | ----------------------- | ---------------------- | -------------------- | ------------------- |
| 2000 | KSČM (25,92 %)          | 4KOALICE (24,07 %)     | SNK (16,66 %)        | 29,64 % (59 z 199)  |
| 2004 | ODS (31,48 %)           | ČSSD (22,22 %)         | KDU-ČSL (14,81 %)    | 26,61 % (54 z 203)  |
| 2008 | ČSSD (41,77 %)          | ODS (20,25 %)          | KSČM (16,45 %)       | 39,3 % (79 z 201)   |
| 2012 | ČSSD (26,08 %)          | Pro Vysočinu (14,49 %) | ODS (11,59 %)        | 37,69 % (74 z 199)  |
| 2016 | ČSSD (17,94 %)          | ANO 2011 (16,66 %)     | STO (11,53 %)        | 38,05 % (78 z 205)  |
| 2020 | ODS+STO (23,36 %)       | ANO (20,56 %)          | Piráti (17,75 %)     | 51,18 % (108 z 211) |
| 2024 | ODS+TOP 09+STO (35,1 %) | ANO (32,97 %)          | STAN+SNK ED (11,7 %) | 41,96 % (94 z 224)  |

#### Prezidentské volby
V prvním kole prezidentských voleb v roce 2013 první místo obsadil Miloš Zeman (52 hlasů), druhé místo obsadil Karel Schwarzenberg (20 hlasů) a třetí místo obsadil Jan Fischer (19 hlasů). Volební účast byla 64,14 %, tj. 127 ze 198 oprávněných voličů. V druhém kole prezidentských voleb v roce 2013 první místo obsadil Miloš Zeman (92 hlasů) a druhé místo obsadil Karel Schwarzenberg (36 hlasů). Volební účast byla 66,15 %, tj. 129 ze 195 oprávněných voličů.
V prvním kole prezidentských voleb v roce 2018 první místo obsadil Miloš Zeman (51 hlasů), druhé místo obsadil Jiří Drahoš (26 hlasů) a třetí místo obsadil Michal Horáček (21 hlasů). Volební účast byla 67,16 %, tj. 137 ze 204 oprávněných voličů. V druhém kole prezidentských voleb v roce 2018 první místo obsadil Jiří Drahoš (79 hlasů) a druhé místo obsadil Miloš Zeman (72 hlasů). Volební účast byla 75,88 %, tj. 151 ze 199 oprávněných voličů.
V prvním kole prezidentských voleb v roce 2023 první místo obsadil Andrej Babiš (53 hlasů), druhé místo obsadil Petr Pavel (51 hlasů) a třetí místo obsadila Danuše Nerudová (29 hlasů). Volební účast byla 78,95 %, tj. 165 ze 209 oprávněných voličů. V druhém kole prezidentských voleb v roce 2023 první místo obsadil Petr Pavel (92 hlasů) a druhé místo obsadil Andrej Babiš (72 hlasů). Volební účast byla 77,73 %, tj. 164 ze 211 oprávněných voličů.